# کانا

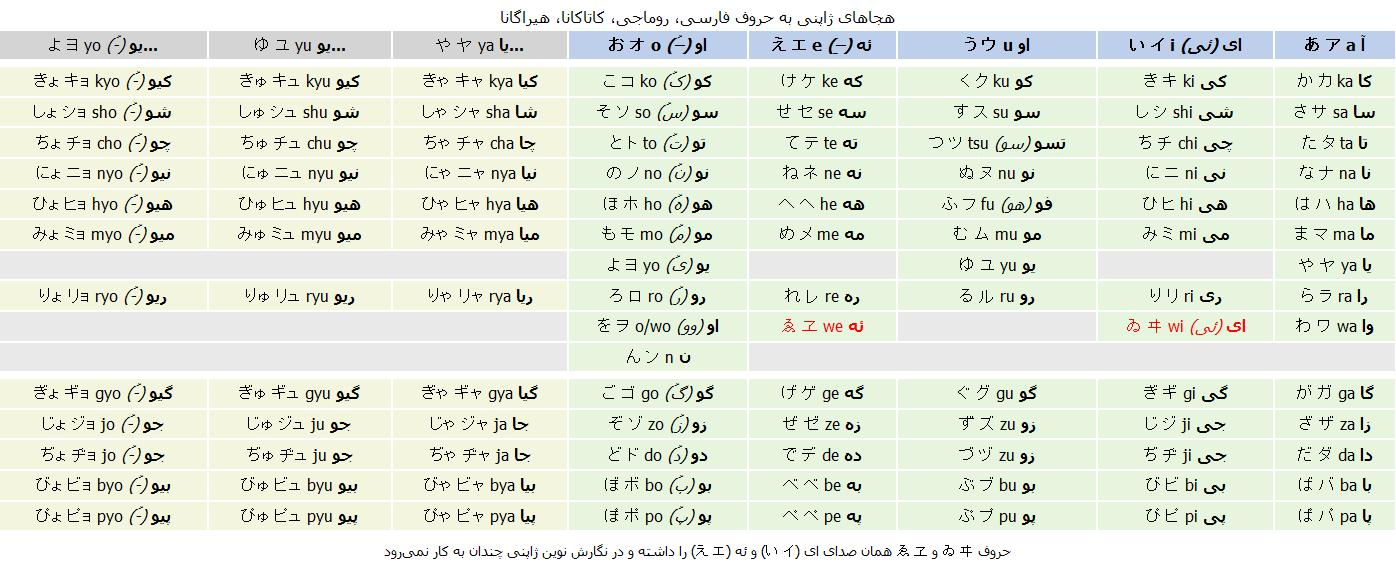
هجاهای ژاپنی کانا و روماجی به خط فارسی

کانا (به ژاپنی: 仮名) خط هجانگار ژاپنی است که در سامانهٔ نگارش زبان ژاپنی به کار می‌رود. در سامانهٔ نگارش زبان ژاپنی علاوه بر کانا، واژه‌نگارهای چینی کانجی و حروف لاتین یا روماجی نیز به کار برده می‌شود. کاناها شامل هیراگانا، کاتاکانا و مان‌یوگانا هستند. مان‌یوگانا ریشهٔ هجانگارهای هیراگانا و کاتاکانا است که در ژاپن امروز بسیار کمتر از دو کانای دیگر از آن استفاده می‌شود.

## جُستارهای وابسته
- دفتر خاطرات موراساکی شیکیبو